# Dígocho en galego
A Dígocho en galego (jelentése galiciai nyelven: ’Elmondom neked gallegóul’) Lucía Pérez spanyol énekesnő negyedik stúdióalbuma, amely 2010-ben jelent meg Spanyolországban a Letras y Musas kiadó gondozásában. Producere Chema Purón. A lemez feldolgozásokat tartalmaz az énekesnő előző albumairól első anyanyelvén, galiciaiul, valamint helyet kapott rajta egy vadonatúj szerzemény, az O Incio is, amelyet szülőfalujához írt; továbbá szintén hallható rajta a Szent Jakab-útról szóló Torres de Compostela új verziója, illetve a Galiciai Himnusz egy sajátos, egyszerű feldolgozása akusztikus gitár kíséretében.

## Dallista
| #   | Cím                                                               | Szerző(k)                         | Hossz |
| --- | ----------------------------------------------------------------- | --------------------------------- | ----- |
| 1.  | Torres de Compostela („Compostela tornyai”)                       | Chema Purón / Xulio Cuba          | 3:17  |
| 2.  | Amarás miña terra („Szeretni fogod a hazám”)                      | Chema Purón / Félix Cebreiro      | 3:57  |
| 3.  | Se eu non son („Ha nem én vagyok”)                                | Chema Purón / Xurxo Souto         | 3:44  |
| 4.  | Adiós ríos, adiós fontes („Viszlát folyók, viszlát források”)     | Rosalía de Castro / Amancio Prada | 2:45  |
| 5.  | A ver se aprendo („Hátha megtanulom már”)                         | Chema Purón / Lucía Pérez         | 3:45  |
| 6.  | O Incio                                                           | Chema Purón / Lucía Pérez         | 3:37  |
| 7.  | Quen te cres que eres („Mit képzelsz magadról, ki vagy te?”)      | Chema Purón / Lucía Pérez         | 4:16  |
| 8.  | Cruzo os dedos („Összeteszem a két kezem”)                        | Chema Purón / Lucía Pérez         | 3:13  |
| 9.  | Non saberei darche as grazas („Nem fogom tudni meghálálni neked”) | Chema Purón / Lucía Pérez         | 3:47  |
| 10. | Este amor é teu („Ez a szerelem a tied”)                          | Chema Purón / Lucía Pérez         | 3:42  |
| 11. | Queda moita vida („Hosszú még az élet”)                           | Chema Purón / Lucía Pérez         | 3:42  |
| 12. | Hino Galego („Galiciai Himnusz”)                                  | Eduardo Pondal / Pascual Veiga    | 3:38  |

## Külső hivatkozások
- Lucía Pérez diszkográfiája
- Lucía Pérez: Torres de Compostela (videóklip). YouTube
- Lucía Pérez: O Incio (fellépés). YouTube
- Lucía Pérez: Non saberei darche as grazas (dal az albumról)